# Knud Bartels
Knud Bartels, född den 8 april 1952 i Köpenhamn , är en dansk general och som var Danmarks försvarschef mellan den 16 november 2009 och den 31 december 2011.
Han var även ordförande i Natos militärkommitté 2012-2015. Närmast förre posten som försvarschef var han Danmarks representant för militära frågor i Europeiska unionen.

## Biografi
Bartels började sin karriär med grundläggande träning innan han 1973 började på Hærens Officersskole vid Frederiksbergs slott där han stannade till år 1977. Därefter tjänstgjorde han ute på Sjællandske Livregiment fram till 1980 då han ingick i FN:s fredsbevarande styrkor i Cypern. Efter hemkomsten ett år senare tjänstgjorde han som instruktör vid Hærens Kampskole. 1984-1986 studerade han på École spéciale militaire de Saint-Cyr i Frankrike för att sedan bli taktisk instruktör vid Forsvarsakademiet (FAK). Han var sedan kompanichef vid Sjællandske Livregimenten en kort period för att sedan återgå till sin tidigare tjänst. Han hade sedan ett antal olika tjänster fram tills 2009 då han blev försvarschef. Den 17 september 2011 valdes han till ordförande i Natos militärkommitté för en period på tre år räknat från den 1 juli 2012. Han tillträde dock redan den 2 februari 2012 enär hans företrädare, Amiral Giampaolo Di Paola, utsågs till Italiens försvarsminister den 16 november 2011. Han efterträddes på denna post den 26 juni 2015 av den tjeckiske generalen Petr Pavel och gick då i pension.

## Befordringar
Bartels befordringar: 
- 1977 - Löjtnant
- 1982 - Kapten
- 1987 - Major
- 1992 - Överstelöjtnant
- 1996 - Överste
- 2001 - Brigadgeneral
- 2001 - Generalmajor
- 2006 - Generallöjtnant
- 2009 - General

## Utmärkelser
Bartels utmärkelser: 
- Storkors av Dannebrogsorden
- Hederstecknet för lång och trogen tjänst (25 år)
- Ordre national du Mérite
- Hederslegionen

### Fotnoter
1. 1 2 3  NATO Biografi
2. ↑  Danska försvarets officiella hemsida Arkiverad 22 maj 2014 hämtat från the Wayback Machine.
3. ↑  Det danska försvarets pressmeddelande Arkiverad 25 september 2011 hämtat från the Wayback Machine.